# Служба информационной безопасности
Служба информационной безопасности — самостоятельное подразделение предприятия, которое занимается решением проблем информационной безопасности данной организации.
Служба информационной безопасности должна быть самостоятельным подразделением и подчиняться напрямую первому лицу в организации.

## Требования стандартов
В стандартах по управлению информационной безопасностью нет критериев создания Службы информационной безопасности, определения её состава и компетенции.
В основополагающих стандартах по обеспечению информационной безопасности говорится, что «при необходимости следует предусмотреть наличие специалиста информационной безопасности внутри организации».
В OCT 45.127-99 дается следующее определение:
Служба информационной безопасности (англ. Service of infosecurity) — организационно-техническая структура системы обеспечения информационной безопасности, реализующая решение определенной задачи, направленной на противодействие той или иной угрозе информационной безопасности.
Общероссийский классификатор профессий рабочих, должностей служащих и тарифных разрядов (ОК 016-94) предусматривает следующие названия подразделений информационной безопасности (защиты информации):
- самостоятельный научно-исследовательский отдел (лаборатория, бюро, группа) по комплексной защите информации;
- самостоятельный научно-технический отдел (лаборатория, бюро, группа) по комплексной защите информации.

## Необходимость создания службы информационной безопасности предприятия
В настоящее время участились случаи атак хакеров, эпидемий компьютерных вирусов, если вовремя не устранить угрозу, это может привести к необратимым последствиям, например кража конфиденциальной информации, паролей. Хотя необходимость создания этого отдела очевидна, многие организации пренебрегают этим, некоторые возлагают ответственность по обеспечению информационной безопасности на системного администратора, другие закупают дорогостоящее программное обеспечение. Следует отметить, что информационная безопасность — это комплекс организационно-технических мер, и одних лишь технических методов решения здесь недостаточно.

## Функции Службы информационной безопасности предприятия
- Организация и координация работ, связанных с защитой информации на предприятии;
- Исследование технологии обработки информации с целью выявления возможных каналов утечки и других угроз безопасности информации, формирование модели угроз, разработка политики безопасности информации, определение мероприятий, направленных на её реализацию;
- Разработка проектов нормативных и распорядительных документов, действующих в границах организации, предприятия, в соответствии с которыми должна обеспечиваться защита информации на предприятии;
- Выявление и обезвреживание угроз;
- Регистрация, сбор, хранение, обработка данных о всех событиях в системе, которые имеют отношение к безопасности информации;
- Формирование у персонала и пользователей предприятия понимания необходимости выполнения требований нормативно-правовых актов, нормативных и распорядительных документов, касающихся сферы защиты информации.

## Состав Службы информационной безопасности предприятия
Структура и численности Службы безопасности предприятия зависит от размера организации, сферы деятельности, уровня конфиденциальности информации.
Численность и состав Службы информационной безопасности должны быть достаточными для выполнения всех задач безопасности и защиты информации.